# Bivacco Gino Carpano
Das Bivacco Gino Carpano ist eine Biwakschachtel der Sektion Turin der Giovane Montagna (GM). Es liegt im Gemeindegebiet von Locana, oberhalb des Lago Teleccio in einem höhergelegenen Seitental des Valle Orco (Valle di Locana). Es befindet sich am Fuße des Torre del Gran San Pietro im Massiv des Gran Paradiso.

## Geschichte
Die Biwakschachtel wurde 1937 von der Sektion Turin der Giovane Montagna errichtet. Benannt wurde sie nach dem italienischen Alpinisten Gino Carpano Maglioli, der im Jahr zuvor an der Uia di Bessanese tödlich verunglückt war.

## Beschreibung
Das Biwak wurde ursprünglich mit 5 Plätzen errichtet und 1992 auf 9 Plätze erweitert.

## Zugang
Zum Bivacco Gino Carpano kann vom Rifugio Pontese aufgestiegen werden. Der Zugang vom Lago di Teleccio dauert drei Stunden.

## Aufstiege
- Torre del Gran San Pietro – 3692 m
- Punta Ondezana – 3492 m

## Übergänge
- Bivacco Ivrea – 2770 m